# Вигодівка
Вигодівка — селище Калуського району Івано-Франківської області. Входить до складу Витвицької сільської громади.
| Україна | Це незавершена стаття з географії України. Ви можете допомогти проєкту, виправивши або дописавши її. |